# Хайнс, Завон
Завон Хайнс (англ. Zavon Hines; 27 декабря 1988, Кингстон, Ямайка) — английский и ямайский футболист, игравший на позиции нападающего.

## Карьера

### «Вест Хэм Юнайтед»
Завон родился на Ямайке, но вырос в Ист-Энде, Англия. Хайнс играл в молодежной и основной команде команды «Вест Хэм Юнайтед», прежде чем был замечен тренером «Ковентри Сити» Крис Коулмэн, играя за резерв.
Тем не менее, прежде чем подписать контракт с «Ковентри» 27 марта 2008 года, он был на просмотре в клубе «Бери». В первой команде Ковентри он получил 9-й номер, и дебютировал в домашнем матче против «Плимут Аргайл» спустя пару дней, 29 марта. Тем не менее, в той игре клуб Хайнса проиграл (1:3). Он забил свой первый гол в своей второй игре за «небесно-голубые», 9 апреля в матче с «Шеффилд Уэнсдей», закончившийся ничьей (1:1).